# LeConte Memorial Lodge
De LeConte Memorial Lodge (ook geschreven als Le Conte en Leconte) is een bouwwerk in Yosemite National Park in het oosten van de Amerikaanse staat Californië.

## Geschiedenis

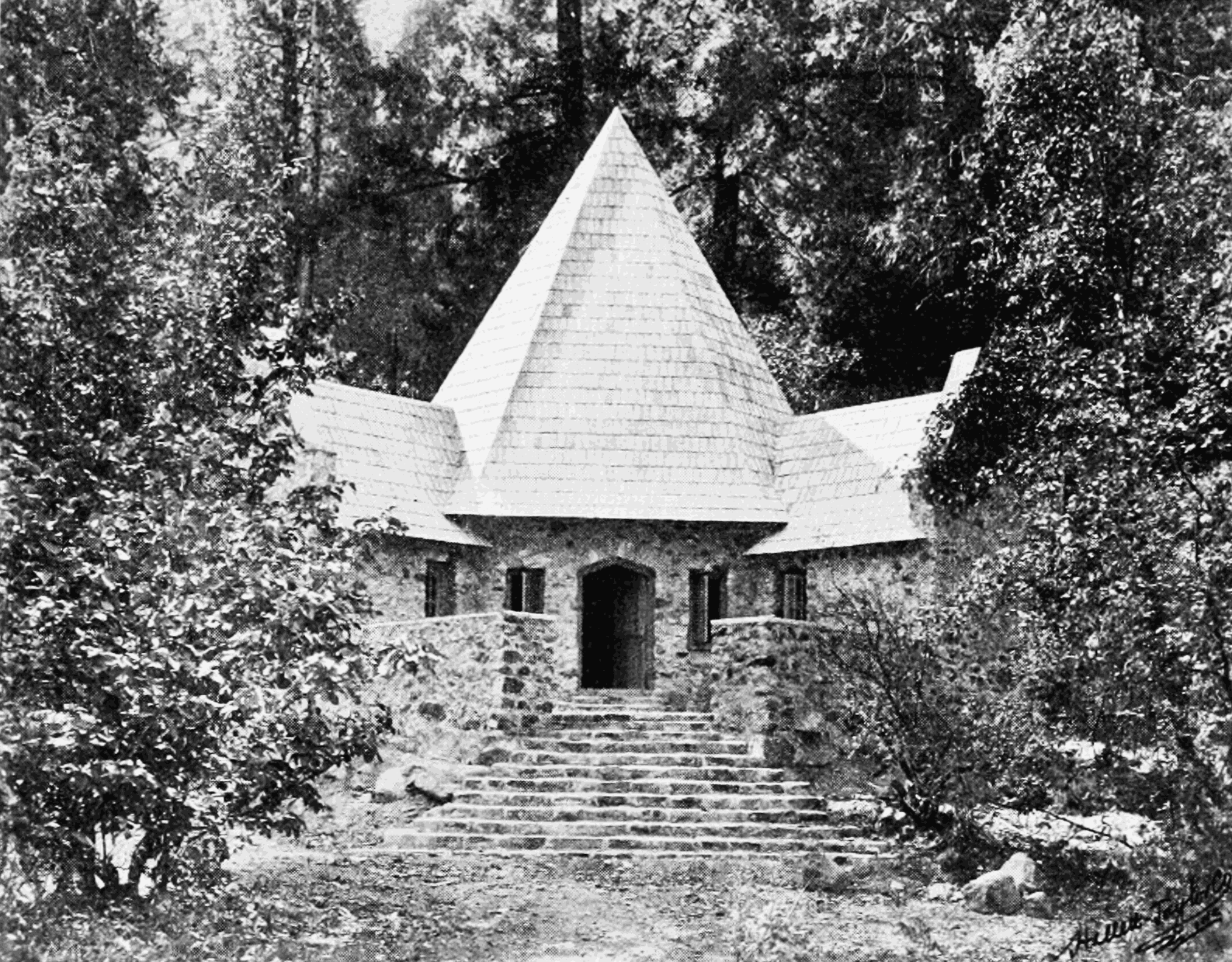
De lodge in 1904

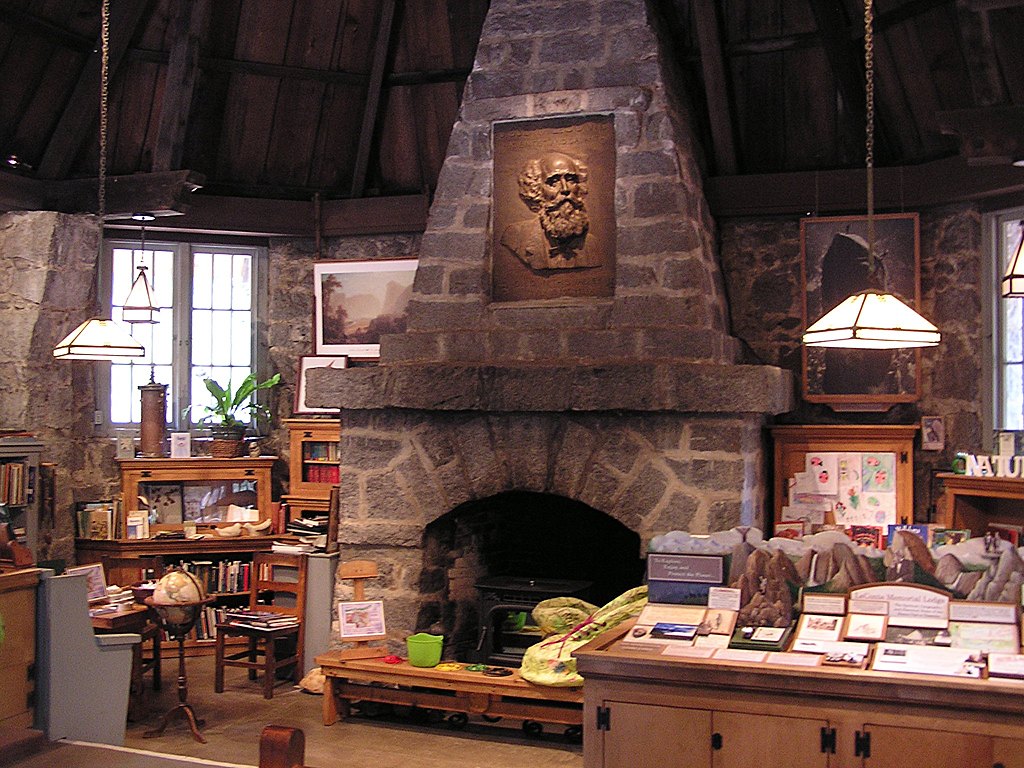
Interieur

In 1903 bouwde de Sierra Club de LeConte Memorial Lodge in Curry Village, onder Glacier Point, ter nagedachtenis van Joseph LeConte (1823-1901), een van de oprichters van de organisatie. De bouw kostte 4.500 dollar en werd onder andere gefinancierd door bijdragen van studenten, alumni en personeelsleden van de Universiteit van Californië en Stanford University, zakenlui uit San Francisco en vrienden en familie van LeConte. Het bouwwerk werd op 3 juli 1904 ingehuldigd.
Architect John White ontwierp de lodge. Het ontwerp werd beïnvloed door zijn schoonbroer Bernard Maybeck, een architect van de arts-and-craftsbeweging. Het ontwerp van de LeConte Lodge kan gezien worden als een voorloper van de rustieke architectuur die later dominant zou worden binnen de National Park Service. Als dusdanig vormt de lodge een overgang tussen formele, Europees-gerichte architectuur - zoals de Tudor Revival-stijl - en een ontwerpfilosofie die oog heeft voor de lokale, inheemse bouwmaterialen. Whites ontwerp voor de lodge toont hoe het landschap de bouwstijl bepaalt: de lodge geeft de verticaliteit, kleur en textuur van de Yosemite Valley duidelijk weer in het steile dak, de grofgesneden granieten muren en de zichtbare balken.
In 1919 werd het gebouw verplaatst naar een iets westelijkere ligging in de Yosemite Valley. In de jaren 1920 was de beroemde fotograaf Ansel Adams gedurende enkele jaren zomerconcièrge van de LeConte Lodge.
De lodge diende als het eerste bezoekerscentrum van Yosemite National Park, maar is sindsdien vervangen door grotere faciliteiten van de National Park Service in Yosemite Village. Tegenwoordig is de lodge eigendom van de National Park Service en wordt ze uitgebaat door de Sierra Club als een museum en bibliotheek over natuurbescherming en natuurlijke historie, met een tentoonstelling over het leven van Joseph LeConte en de geschiedenis van de Sierra Club. De overheid erkent de lodge sinds 1987 als National Historic Landmark.